# 朴太遠
朴 太遠（パク・テウォン、朝鮮語: 박태원、1977年11月15日 - ）は、大韓民国の韓国放送公社 (KBS) 所属のアナウンサー。延世大学校国文学科を卒業し、2004年にKBSの第30期公募採用でアナウンサーとして採用され入局した。同年11月、KBS済州放送総局勤務中に結婚した。その後『挑戦! ゴールデンベル』、『ヌガヌガ チャラナ』、『芸能街中継』、『KBS 글로벌 24』などの番組で司会を務めた。他に2011年にKBSで放送されたハン・イェスル主演の連続ドラマ『スパイ・ミョンウォル』にラジオのDJ役でカメオ出演した。
父は元KBSアナウンサーで民主党の元国会議員朴容琥である。